# Comuna de Skrzyszów
Skrzyszów (polaco: Gmina Skrzyszów) é uma gminy (comuna) na Polónia, na voivodia de Pequena Polónia e no condado de Tarnowski. A sede do condado é a cidade de Skrzyszów.
De acordo com os censos de 2004, a comuna tem 12 884 habitantes, com uma densidade 149,4 hab/km².

## Área
Estende-se por uma área de 86,23 km², incluindo:
- área agrícola: 75%
- área florestal: 15%

## Demografia
Dados de 30 de Junho 2004:
|                      | Total   | Total | Mulheres | Mulheres | Homens  | Homens |
| -------------------- | ------- | ----- | -------- | -------- | ------- | ------ |
|                      | pessoas | %     | pessoas  | %        | pessoas | %      |
| População            | 12 884  | 100   | 6488     | 50,4     | 6396    | 49,6   |
| Densidade (pop./km²) | 149,4   | 100   | 75,2     | 75,2     | 74,2    | 74,2   |

De acordo com dados de 2002, o rendimento médio per capita ascendia a 1330,4 zł.

## Subdivisões
- Ładna, Łękawica, Pogórska Wola, Skrzyszów, Szynwałd.

## Comunas vizinhas
- Czarna, Pilzno, Ryglice, m. Tarnów, gmina Tarnów, Tuchów